# キング (ミサイル駆逐艦)
|           | |
| 艦歴      | |
| 発注      | 1955年11月18日 |
| 起工      | 1957年3月1日 |
| 進水      | 1958年12月6日 |
| 就役      | 1960年11月17日 |
| 退役      | 1991年3月28日 |
| その後    | 1994年4月15日にスクラップとして売却 |
| 除籍      | 1992年11月20日 |
| 性能諸元  | |
| 排水量    | 満載：5,648 トン |
| 全長      | 512 ft 6 in (156.2 m) |
| 全幅      | 52 ft 4 in (16 m) |
| 吃水      | 17 ft 9 in (5.4 m) |
| 機関      | ギアード・タービン2基、ボイラー4缶、85,000 SHP、2軸推進 |
| 最大速力  | 33ノット |
| 乗員      | 士官、兵員360名 |
| 兵装      | Mk.42 5インチ単装砲 1基 Mk.33 3インチ連装砲 2基（改装後撤去） Mk.10 テリアSAM連装発射機 1基(改装後スタンダードER) Mk.16 アスロック8連装発射機 1基 Mk.32 3連装短魚雷発射管 2基 Mk.141 ハープーンSSM4連装発射筒 2基（改装後搭載） |
| モットー: | Manu Tenere Mare Supremus |

キング(USS King, DL-10/DLG-10/DDG-41)は、アメリカ海軍の駆逐艦。ファラガット級駆逐艦の5番艦。艦名はアーネスト・キング元帥に因む。

## 艦歴
キングは1957年3月1日に、DL-10 （嚮導駆逐艦）としてワシントン州ブレマートンのピュージェット・サウンド海軍工廠で起工する。1958年12月6日に進水し、1960年11月17日に就役した。 
1956年11月14日に DLG-10 （ミサイル・フリゲート）に艦種変更され、1975年6月30日に DDG-41 （ミサイル駆逐艦）に再変更された。
1982年に大西洋艦隊でマージョリー・ステレット戦艦基金賞を受賞した。 